# 큰철갑상어
큰철갑상어 또는 벨루가(러시아어: белу́га)는 철갑상어과의 회유성 물고기이다. 카스피해와 흑해 해분에 주로 분포하며, 아드리아해에서 발견되기도 한다. 천천히 성장하는 대형 물고기로, 개복치에 이어 두 번째로 큰 경골어류이며 수명은 118년 정도이다. 알이 벨루가 캐비아로 알려져 있으며, 이 캐비아를 얻기 위해 벨루가를 잡아들이는데, 남획과 밀렵으로 인해 개체 수가 크게 줄었기 때문에 여러 국가에서 거래를 제한하고 있다.
이름인 "벨루가"는 "희다"는 뜻의 러시아어 "벨리(белый)"에서 유래했으며, 다른 철갑상어에 비해 희기 때문에 붙여진 이름으로 추정된다.